# Giovanni Francesco Marchini
Cet article comprend des extraits de la Biographie universelle ancienne et moderne de Louis-Gabriel Michaud. Il est possible de supprimer cette indication, si le texte reflète le savoir actuel sur ce thème, si les sources sont citées, s'il satisfait aux exigences linguistiques actuelles et s'il ne contient pas de propos qui vont à l'encontre des règles de neutralité de Wikipédia.
Giovanni Francesco Marchini, né le 20 avril 1713 à Verceil dans le Piémont et mort le 9 septembre 1774 à Turin, est un érudit italien.

## Biographie
Giovanni Francesco Marchini naquit à Verceil le 20 avril 1713. Après avoir fait ses premières études au collège des Jésuites, il embrassa l’état ecclésiastique et alla étudier la théologie à l’Université de Turin. Reçu docteur à la fin de 1735, il fut admis trois mois après à l’agrégation, ce qui lui ouvrit la voie de l’enseignement universitaire. Lorsque l’on forma en 1738 une faculté de belles-lettres, Marchini fut compris parmi les membres de la nouvelle faculté. Nommé en 1745 professeur de théologie à Verceil, il remplit en même temps les fonctions de préfet des études, et devint le conseiller intime de Paolo Giuseppe Solaro, qui le chargea de rédiger les articles du synode diocésain tenu en 1749.
Quelques années après, il était rappelé à Turin par le roi Victor-Amédée, afin d’occuper à l’université la chaire d’Écriture sainte et de langues orientales.
Giovanni Francesco Marchini est sa mort le 9 septembre 1774.
Marchini avait été l’ami de  Scipione Maffei, Bianchini, de Vérone et l’orientaliste de Rossi, de Parme ; ce dernier fut son élève. On lui a élevé un monument dans l’église de St-François de Paule, et sa biographie a été insérée dans l’Histoire de la littérature verceillaise, par Gaspare De Gregory.

## Œuvres
- Essais de poésie hébraïque, Turin, 1755, in-8° ;
- Prælectio ad studia sacræ scripturæ habita in regio athenæo, Turin, 1756, in-4° ;
- Tractatus de divinitate et canonicitate sacrorum librorum sive in communi, sive in particulari de diversis scripturarum editionibus ac versionibus, avec un appendice des Institutiones linguæ hebraicæ, Turin, 1762, in-4° ;
- De chronologia sacra et de nonnullis apparenter sibi contradicentibus ac frequentioribus in ea occurrentibus idiotismis, Turin, 1763, in- 4° ;
- Tractatus in loca difficiliora Novi Testamenti, Turin, 1767, in-8° ;
- Dissertationes in loca difficiliora sacræ scripturæ, manuscrit que l’auteur a laissé tout prêt pour l’impression.